# Campionati europei di atletica leggera indoor 2017 - 400 metri piani maschili

## Podio
| Pos.    | Atleta              | Nazionalità |
| ------- | ------------------- | ----------- |
| Oro     | Pavel Maslák        | Rep. Ceca   |
| Argento | Rafał Omelko        | Polonia     |
| Bronzo  | Liemarvin Bonevacia | Paesi Bassi |

## Record
| Record                | Record           | Record | Record                              | Record          |
| --------------------- | ---------------- | ------ | ----------------------------------- | --------------- |
| Record del Mondo      | Kerron Clement   | 44.57  | Fayetteville, Stati Uniti d'America | 12 marzo 2005   |
| Record europeo        | Thomas Schönlebe | 45.05  | Sindelfingen, Germania Est          | 5 febbraio 1988 |
| Record dei campionati | Pavel Maslák\|   | 45.33  | Praga, Repubblica Ceca              | 7 marzo 2015    |

## Programma
| Data         | Ora   | Turno      |
| ------------ | ----- | ---------- |
| 3 marzo 2017 | 10:20 | Batterie   |
| 3 marzo 2017 | 18:05 | Semifinali |
| 4 marzo 2017 | 20:33 | Finale     |

## Risultati

### Batterie
I primi due di ogni batteria e i migliori due tempi non qualificati direttamente si qualificano per le semifinali.
| Posizione | Batteria | Atleta              | Nazione              | Tempo | Note |
| --------- | -------- | ------------------- | -------------------- | ----- | ---- |
| 1         | 5        | Benjamin Lobo Vedel | Danimarca            | 46.65 | Q    |
| 2         | 3        | Lucas Búa           | Spagna               | 46.72 | Q    |
| 3         | 1        | Liemarvin Bonevacia | Paesi Bassi          | 46.91 | Q    |
| 4         | 3        | Rafał Omelko        | Polonia              | 46.97 | Q    |
| 4         | 5        | Thomas Jordier      | Francia              | 46.97 | Q    |
| 6         | 1        | Óscar Husillos      | Spagna               | 47.13 | Q    |
| 7         | 4        | Samuel García       | Spagna               | 47.16 | Q    |
| 8         | 3        | Yoann Décimus       | Francia              | 47.25 | q    |
| 9         | 3        | Jan Tesař           | Rep. Ceca            | 47.28 | q    |
| 10        | 1        | Marc Koch           | Germania             | 47.39 |      |
| 11        | 4        | Batuhan Altıntaş    | Turchia              | 47.44 | Q    |
| 12        | 1        | Patrik Šorm         | Rep. Ceca            | 47.50 |      |
| 13        | 2        | Pavel Maslák        | Rep. Ceca            | 47.57 | Q    |
| 14        | 2        | Brian Gregan        | Irlanda              | 47.62 | Q    |
| 15        | 4        | Marvin Schlegel     | Germania             | 47.65 |      |
| 16        | 2        | Mateo Ružić         | Croazia              | 47.66 |      |
| 17        | 3        | Vitaliy Butrym      | Ucraina              | 47.76 |      |
| 18        | 4        | Yevhen Hutsol       | Ucraina              | 47.77 |      |
| 19        | 1        | Denis Danac         | Slovacchia           | 48.02 |      |
| 20        | 2        | Marco Lorenzi       | Italia               | 48.10 |      |
| 21        | 1        | Luca Flück          | Svizzera             | 48.29 |      |
| 22        | 2        | Tony van Diepen     | Paesi Bassi          | 48.57 |      |
| 23        | 3        | Rusmir Malkocevic   | Bosnia ed Erzegovina | 48.58 |      |
| 24        | 5        | Miloš Raović        | Serbia               | 48.89 |      |
|           | 2        | Mauritz Kåshagen    | Norvegia             | DQ    |      |
|           | 5        | Luka Janežič        | Slovenia             | DQ    |      |
|           | 5        | Mario Lambrughi     | Italia               | DQ    |      |
|           | 4        | Terrence Agard      | Paesi Bassi          | DNF   |      |

### Semifinali
I primi tre di ogni batteria si qualificano per la finale.
| Posizione | Batteria | Atleta              | Nazione     | Tempo | Note |
| --------- | -------- | ------------------- | ----------- | ----- | ---- |
| 1         | 1        | Pavel Maslák        | Rep. Ceca   | 46.45 | Q    |
| 2         | 1        | Benjamin Lobo Vedel | Danimarca   | 46.60 | Q    |
| 3         | 1        | Samuel García       | Spagna      | 46.62 | Q    |
| 4         | 2        | Rafał Omelko        | Polonia     | 47.15 | Q    |
| 5         | 2        | Liemarvin Bonevacia | Paesi Bassi | 47.21 | Q    |
| 6         | 2        | Lucas Búa           | Spagna      | 47.24 | Q    |
| 7         | 1        | Thomas Jordier      | Francia     | 47.49 |      |
| 8         | 2        | Jan Tesař           | Rep. Ceca   | 47.64 |      |
| 9         | 2        | Óscar Husillos      | Spagna      | 47.83 |      |
| 10        | 2        | Yoann Décimus       | Francia     | 47.87 |      |
| 11        | 1        | Batuhan Altıntaş    | Turchia     | 47.89 |      |
| 12        | 1        | Brian Gregan        | Irlanda     | 48.08 |      |

### Finale
La finale è iniziata alle 20:33 di sabato 4 marzo.
| Posizione | Corsia | Atleta              | Nazione     | Tempo | Note                                   |
| --------- | ------ | ------------------- | ----------- | ----- | -------------------------------------- |
| 1         | 5      | Pavel Maslák        | Rep. Ceca   | 45.77 | Miglior prestazione europea stagionale |
| 2         | 6      | Rafał Omelko        | Polonia     | 46.08 | Miglior prestazione personale          |
| 3         | 3      | Liemarvin Bonevacia | Paesi Bassi | 46.26 | Record nazionale                       |
| 4         | 4      | Benjamin Lobo Vedel | Danimarca   | 46.33 | Miglior prestazione personale          |
| 5         | 2      | Lucas Búa           | Spagna      | 46.74 |                                        |
| 6         | 1      | Samuel García       | Spagna      | 46.74 |                                        |